# Sonhos de São José

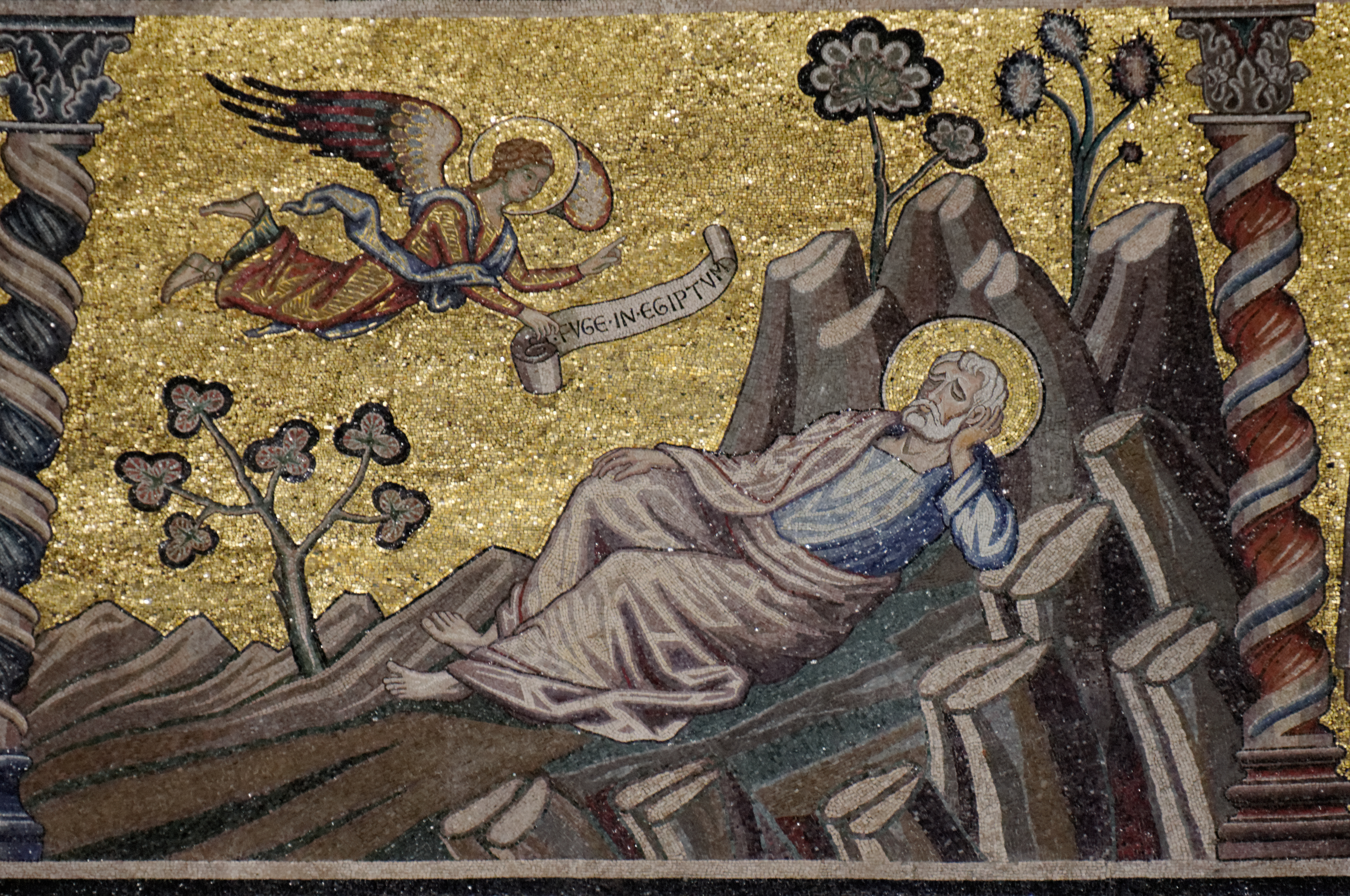
Sonho de José
Século XIII. Mosaico no Batistério de São João, em Florença.

Sonho de José é o nome que se dá a um episódio do Novo Testamento no qual José é visitado por um anjo e recebe dele instruções sobre o nascimento de Jesus. No relato bíblico, há três ocorrências diferentes no qual José teve este sonho e todos eles aparecem no Evangelho de Mateus.
O tema é recorrente na arte cristã e foi abordado por diversos artistas renomados.

## Relato bíblico
Os quatro episódios são os seguintes::
- Primeiro sonho: em Mateus 1:20–21, o anjo pede a José que não tenha medo de desposar Maria, pois o filho que ela carregava fora gerado pelo Espírito Santo (veja também o episódio da Anunciação, no qual o anjo faz o mesmo pedido a Maria).
- Segundo sonho: em Mateus 2:13, José é alertado para que deixe Belém e fuja para o Egito com a sua família.
- Terceiro sonho: em Mateus 2:19–20, ainda no Egito, José recebe a notícia de que Herodes morreu e que é seguro retornar.
- Quarto sonho:  em [Mateus 2:21] é avisado para ir para a Nazaré na Galileia.

## Galeria

Imagens
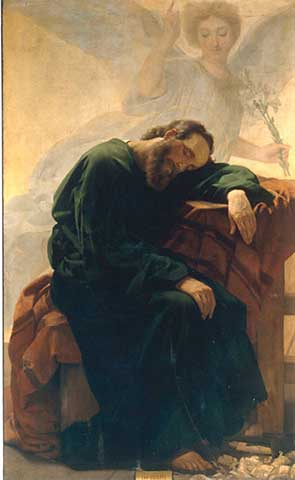
Antonio Ciseri, século XIX.
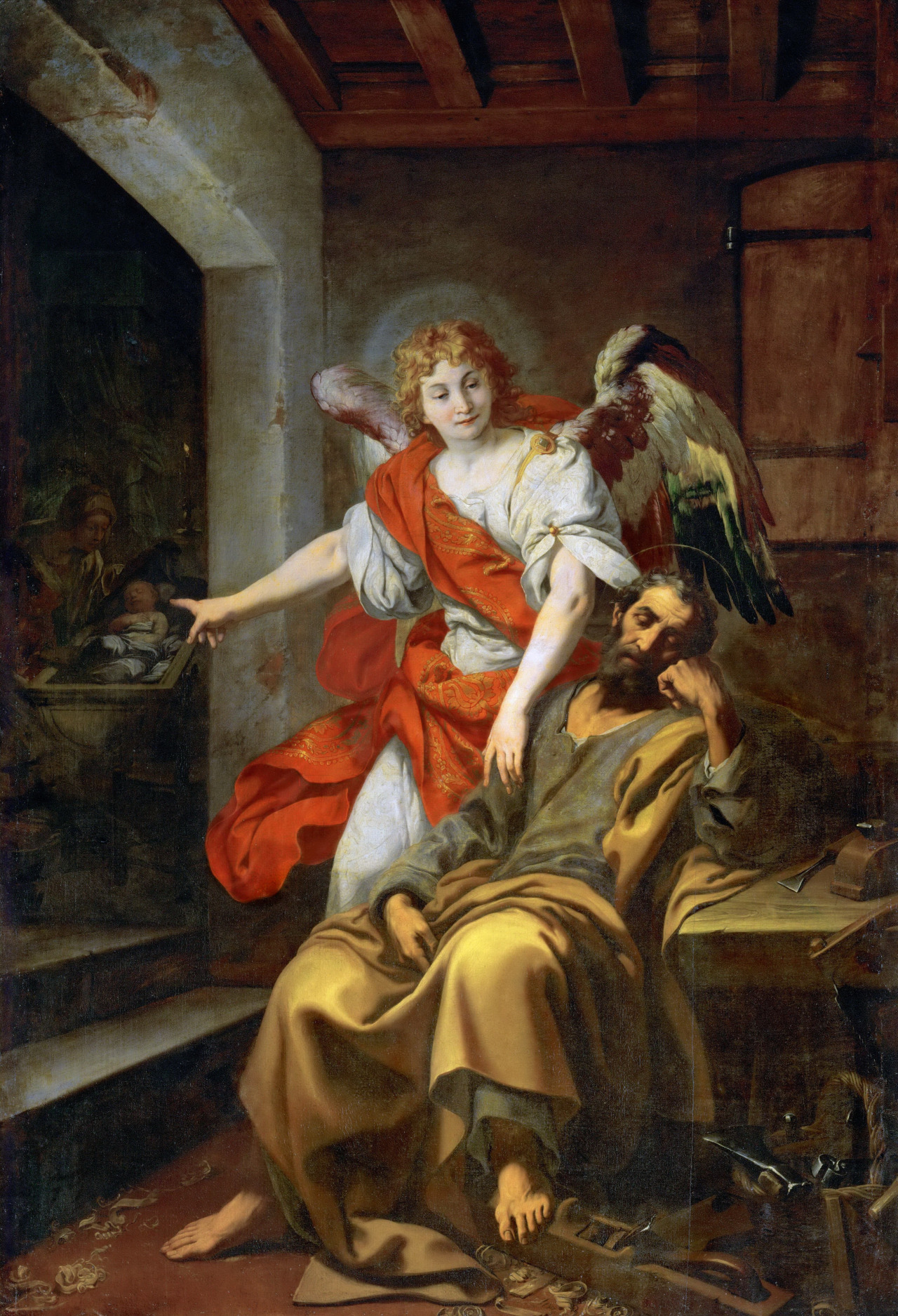
Daniele Crespi, 1620-1630.
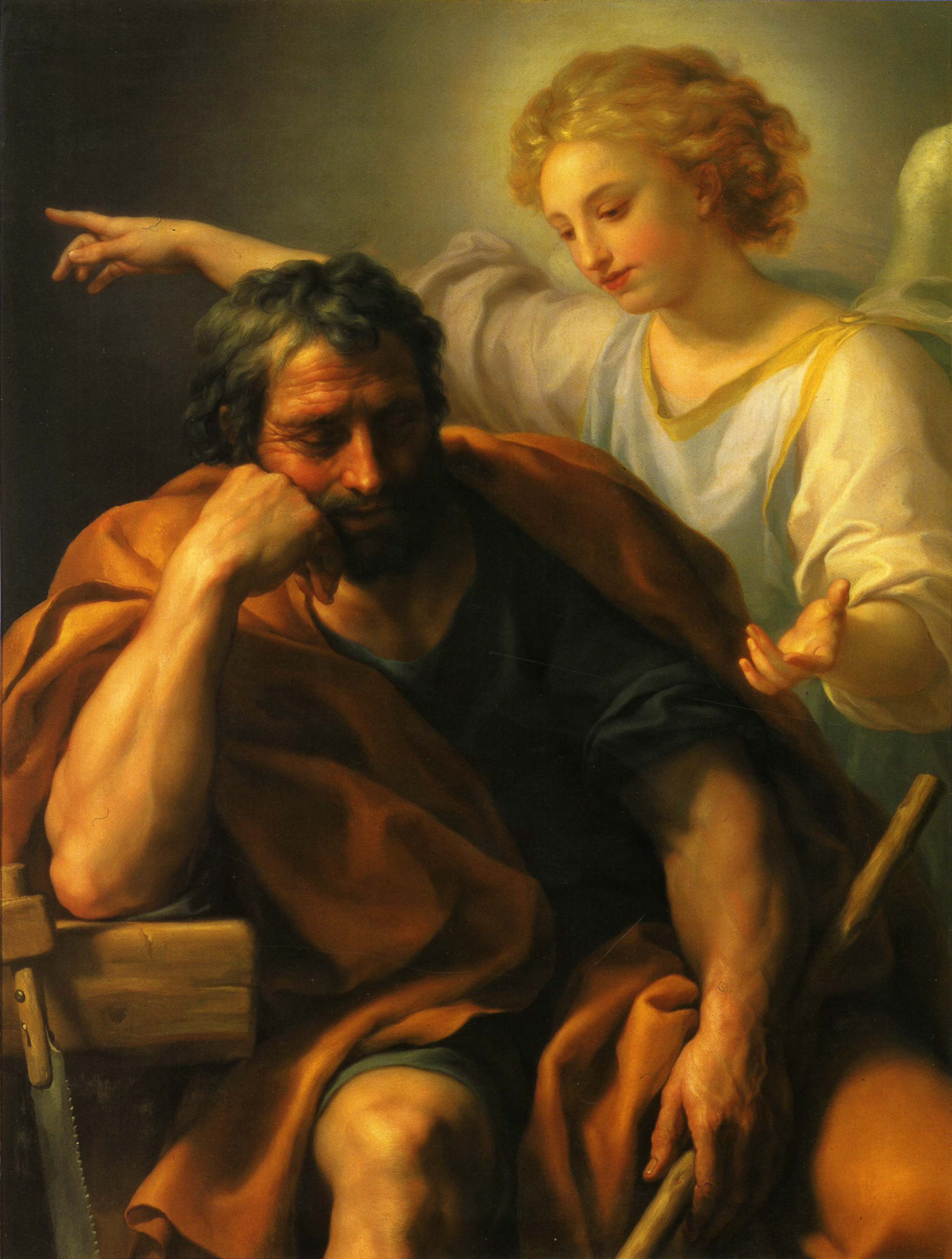
Mengs, século XVIII
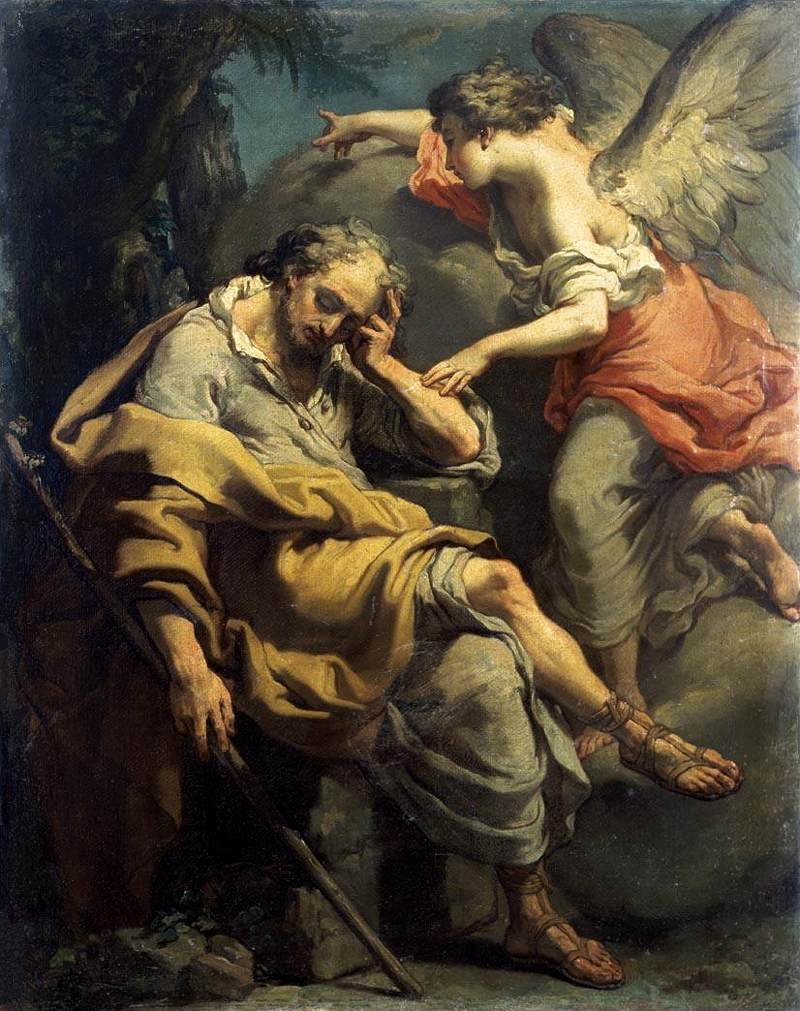
Gaetano Gandolfi, ca. 1790
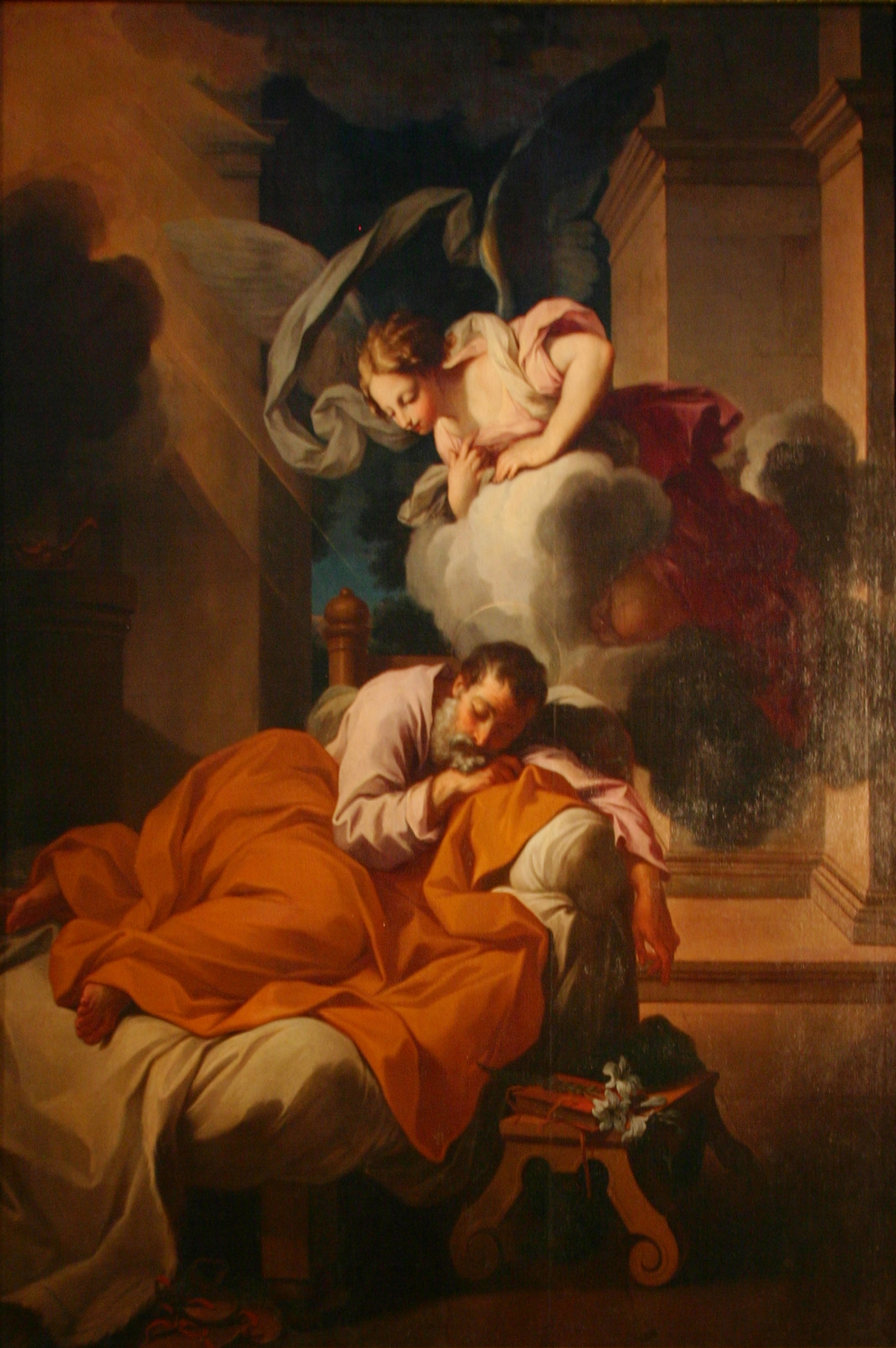
Pierre Parrocel